# Siri Berg
Siri Berg, född Schlossman 14 september 1921 i Stockholm, död 8 april 2020 i New York, var en svensk-amerikansk abstrakt konstnär och lärare. Hennes konst finns representerad i samlingarna på Guggenheim Museum i New York, Moderna Museet i Stockholm och National Museum of American Jewish History. Hon har främst gjort sig känd för sitt geometriska minimalistiska och konstruktivistiska måleri med inslag av assemblage.

## Biografi

### Tidiga år
Siri Berg föddes i Stockholm 1921. Hennes far Arthur Schlossman var tysk och hennes mor Henia Schlossman, född Gassler, var polska. Berg studerade vid institutionen för konst och arkitektur vid universitetet i Bryssel och tog där en fil. kand. Vid 19 års ålder tog hon sig ensam 1940 till New York. Väl framme möttes hon av en släkting och hennes föräldrar gjorde samma resa ett halvår senare.

### Karriär
I New York arbetade hon inom modeindustrin och gjorde skyltningar för affärer, bland annat för företaget Franklin Simon & Co. Hon studerade även grafik vid Pratt Graphics Center. Först i början av 1970-talet började hon helt fokusera på konst. Berg bodde i Riverdale i Bronx när hon 1961 började måla. 1967 skapade hon serien "Cycle of Life" där hon gestaltar livcykeln från embryo, barndom, vuxenliv och ålderdom. 1979 föreläste hon vid Brandeis Universitys National Women's Committee Riverdale Chapter's annual Study Group där hon presenterade sitt konstnärskap under de senaste tio åren. 1981 flyttade hon sin konstnärliga verksamhet från sitt hem i Riverdale till en ateljé i SoHos konstdistrikt.
Berg undervisade i färglära vid Parsons School of Design i New York under mer än 25 år. Hon är medlem av the American Abstract Artists group (AAA) där konstnärer som Josef Albers, Piet Mondrian, Louise Nevelson och Brice Marden har ingått.

### Utställningar
Berg hade sin första separatutställning 1970 på East Hampton Gallery i New York. Utställningen presenterade ett arbete som grundade sig på Arthur Schnitzlers kontroversiella pjäs Reigen, också kallad La Ronde, och kom att bli en permanent installation på Union Dime Savings Bank.
1979 presenterade Berg "The Black Series and The Four Elements - Selections" på New School Associates Gallery i New York. Detta var hennes sjunde separatutställning i New York City. Samma år deltog hon i utställningen "Unknown Universes", vid Pace University, tillsammans med två andra konstnärer och året därpå presenterades hennes verk på American Swedish Historical Museum i Philadelphia.
1980 öppnade även den retrospektiva utställningen "Siri Berg: Aspects of the Circle; Paintings of the Seventies" på Ward-Nasse Gallery i SoHo som presenterade hennes konstnärskap från de senaste tio åren, inklusive "La Ronde Series", "Phases Series", "Black Series", "White Series", "White Series" och "Four Elements Series".
1984 presenterade hon utställningen "The Geometric Angle in Sculpture" vid Martin/Molinary Art and Design. I utställningen presenterade hon för första gången assemblage skapade utifrån olika objekt, men även äldre verk från 1970-talet som "Black Series" och "Four Elements" som idag finns i samlingen vid Guggenheim Museum. I utställningen visades för första gången "White Holes" och "Black Holes" med målade och omålade sugkoppar som på olika sätt monterats på Masonite och presenterade i plexiglaslådor som hon kallade för "Environmental Boxes".
1990 hade hon separatutställning på QCC Art Gallery vid Queensborough Community College som omfattade två serier med svarta och vita verk, "The Four Elements" och "Empty Spaces". 1994 deltog hon i en samlingsutställning med 35 konstnärer som på olika sätt gestaltade den bibliska versen "Dansa inför Herren: Eshet Chayil" från Ordspråksboken, som presenterades på Yeshiva University Museum i New York. Vid samma tid började Berg samarbeta med Stockholmsbaserade Galerie Konstruktiv Tendens.
2011 visade Berg för första gången sin serie It's All About Colorvid The Painting Center i New York. Året därpå presenterades hennes konst vid Hionas Gallery på utställningen "Black and White 1976 - 1981: Redux 2012" i New York med hennes tidiga svarta och vita verk i kontrast till hennes verk i starka färger. Samma år ingick hon i utställningen "American Abstract Artists International" på Museet vid Aragonese Castle i Otranto i Italien. 2018 presenterades hennes konst i utställningen Ett liv i färg på Bonniers Konsthall i Stockholm.

## Konstnärskap
Bergs främsta inspirationskälla i början av sitt konstnärskap kom från Bauhaus med konstnärer som Josef Albers. I Bergs tidiga konst finner man ofta referenser till symboler för balans och harmoni, som Yin och Yang eller Rondo, det senare är en kompositionsprincip inom musik. I början av 1980-talet började hon inkorporera objekt och göra assemblage av objet trouvé. I verk från 1980-talet förekommer industriella objekt och något senare elektroniska komponenter, floppydiskar och liknande som hon arrangerar i collage, med inslag av träsnitt - alltid med skarpa tydliga färger eller i monokromt svart eller vitt. I senare verk blir hon allt mer fokuserad på färgen, referenserna blir färre vilket poängteras i hennes serie ”It’s All About Color”.